# Line Rochefort
Line Rochefort (née en 1961) est une écologiste, botaniste et professeure de l'Université Laval.

## Biographie
L'intérêt de Line Rochefort pour la nature se manifeste dès son enfance, passée entre le domicile à Port-Alfred et le chalet à Sainte-Rose-du-Nord.  Son affinité pour les plantes se précise toutefois dès l'adolescence lorsqu'elle fait une visite au camp des Jeunes Explos. 
De brillantes études dans le programme en sciences pures au Cégep de Chicoutimi lui ouvrent les portes de la médecine à l'Université de Montréal, mais son intérêt pour la botanique la ramène au département de biologie de l'Université Laval. Lors de ses études, sa rencontre avec des botanistes comme Bernard Boivin et Jean-Paul Bernard à l'Herbier Louis-Marie ainsi que Serge Payette au Centre d'études nordiques, en tant qu'assistante de recherche, la confirme dans son cheminement. 
Son parcours académique se poursuit à l'Université de l'Alberta avec une maîtrise en botanique où elle est en outre amenée à travailler au centre de recherche de la région des lacs expérimentaux.  Son doctorat à l'Université de Cambridge n'est pas encore complété lorsqu'elle soumet sa candidature pour un poste de professeur à l'Université Laval. 
Les activités de recherche de Line Rochefort se concentrent principalement sur l'écologie de la sphaigne et des tourbières ainsi que sur la restauration des tourbières. Elle a fondé le Groupe de recherche en écologie des tourbières en 1993.

## Distinctions
- Prix Synergie pour l'innovation de 2004[5],[7]
- International Peatland Society’s Award of Excellence (2011)[5],[8]